# Sigismund Jacob Bielefeldt
Sigismund Jacob Bielefeldt (født 11. november 1711 i Holsten, død 19. juli 1776) var en dansk officer.
Han trådte 1727 ind i artilleriet i Holsten, blev 1733 virkelig fyrværker, 1739 ved køb af plads løjtnant, 1752 karakteriseret kaptajn, 1758 fyrværkerkaptajn, 1760 kompagnichef, 1762 karakteriseret major, deltog i forarbejderne til den nye artilleriplan, ved hvis indførelse januar 1764 han blev artillerikommissær i Holsten; samme år virkelig major, 1767 oberstløjtnant og 1770 oberst og chef for Artillerikorpset, og som sådan døde han 19. juli 1776. Han var 5. september 1737 blevet gift med Maria Sophia von Maas (28. juni 1717 – 4. februar 1778 og var fader til Carl Friederich Bielefeldt.